# Autoimmunologiczny zespół niedoczynności wielogruczołowej typu 2
Autoimmunologiczny zespół niedoczynności wielogruczołowej typu 2 (APS-2, od ang. autoimmune polyglandular syndrome type 2) – dziedziczony wielogenowo zespół niedoczynności wielogruczołowej polegający na jednoczesnym występowaniu co najmniej 2 z następujących chorób: choroby Addisona (pierwotnej niedoczynności kory nadnerczy), autoimmunologicznej choroby tarczycy (zazwyczaj choroby Hashimoto) i cukrzycy typu 1. Czasami występują także inne zaburzenia.
APS-2 może występować pod postacią:
- zespołu Schmidta – pierwotnej niedoczynności kory nadnerczy i autoimmunologicznej choroby tarczycy
- zespołu Carpentera – pierwotnej niedoczynności kory nadnerczy, autoimmunologicznej choroby tarczycy i cukrzycy typu 1.

Niekiedy określenie zespół Schmidta jest stosowane jako ogólna nazwa dla autoimmunologicznego zespołu niedoczynności wielogruczołowej typu 2.
Częstość występowania choroby szacuje się (w zależności od źródeł) na od 1 do 2 przypadków na 100 tys. osób. Jest to najczęstszy z autoimmunologicznych zespołów niedoczynności wielogruczołowej, występuje około 3 razy częściej niż APS-1. Ujawnia się najczęściej w wieku 20–40 lat, występuje około 3 razy częściej u kobiet niż u mężczyzn. W 50% przypadków jako pierwsza pojawia się pierwotna niedoczynność kory nadnerczy. Choroby tworzące zespół mogą ujawniać się w dowolnej kolejności i czasie.